# Elisabeth Schweigaard Selmer
Elisabeth Schweigaard Selmer (geboren Ragnhild Elisabeth Schweigaard, Oslo, 18 oktober 1923 - 18 juni 2009) was een Noorse juriste en politica voor de conservatieve partij Høyre.
Tijdens de nazibezetting van Noorwegen werkt Elisabeth Schweigaard met de Noorse weerstandsbeweging Hjemmefronte tegen het nazigezinde Quislingregine. Elisabeth was toen pas een tiener.

## Persoonlijk leven
Ze was geboren in Kristiania als dochter van Niels Anker Stang Schweigaard (1884-1955) en zijn vrouw Betty Reimers (1886-1968). Ze had twee oudere zussen, en was een achterkleindochter van Tellef Dahll Schweigaard en had Anton Martin Schweigaard als achter-oudoom. Geboren als Ragnhild Elisabeth Schweigaard, huwde ze met professor in de rechten Knut Sejersted Selmer. Door hem was ze een schoondochter van Ernst Westerlind Selmer.

## Carrière
In 1941 werd ze weggestuurd uit de prestigieuze Kathedraalschool van Oslo vanwege anti-NS gedrag. Ze schreef zich in als student in 1945 en studeerde af als cand. jur. in 1949. Tijdens de Duitse bezetting van Noorwegen is ze betrokken geweest bij de Noorse weerstand, in illegale radio-uitzendingen. Na haar studies, begon ze te werken als secretaresse bij het Ministerie van Justitie en Politie, maar van 1950 tot 1955 werkte ze als advocate. Ze keerde terug naar het Ministerie van Justitie, en werd in 1962 bevorderd tot assistent secretaris. Op lokaal politiek niveau is Selmer gedurende de termijn 1951-1955 een lid geweest van de stadsraad van Oslo.
In 1965 werd ze benoemd tot Minister van Justitie en Politie als deel van het centrumrechtse kabinet van Per Borten, en was daarmee de eerste vrouw die deze positie bekleedde. Ze verliet de positie van Minister van Justitie op 3 oktober 1970, toen ze vervangen werd door Egil Endresen. Daarna deed ze dienst als rechter in het Norges Høyesterett, het hooggerechtshof van Noorwegen, van 1971 tot 1990 na haar benoeming in 1970.
Schweigaard Selmer was lid van veel besturen en raden. Ze was vicepresident van de Noorse Federatie van 1975 tot 1978, en een lange tijd bestuurslid. Ze zat ook in het bestuur van het Stadsmuseum van Oslo, het Noorse Museum voor Culturele Geschiedenis en het Noorse Weerstand Museum. Als voorstander van Riksmål, was ze lid van de Noorse Academie voor Taal en Literatuur. Ze werd uitgeroepen tot commandeur van de Koninklijke Noorse Orde van Sint Olaf in 1980, en kreeg de Defensie-medaille 1940 -1945.
- Bibsys: 98033054
- Virtual International Authority File: 225699629